# Melem
Melem je prirodna lanolinska krema koja služi za zaštitu osjetljive kože, a proizvodi je Neva d.o.o.  Hrvatski inovator, Ninko Nikšić, 1977. godine razvio je melem vlastitom recepturom, te je novu kremu nazvao Zagrebački melem. Melem nosi oznaku Izvorno hrvatsko.

## Sastav i primjena
Važniji sastojci melema su:
- lanolin
- pčelinji vosak
- ricinusovo ulje
- vazelin

Melem ima vrlo široku primjenu. Posebice je djelotvoran kod svih naslijeđenih ili stečenih stanja suhe i ispucale kože, s ljuštenjima ili perutanjima i tvrdom  kožom, kod dugotrajnih pruridermatitisa (neurodermatitisa) na glatkoj koži odraslih i upornih dječjih, tzv. pelenskih ili amonijakalnih dermatitisa koji slabije reagiraju na standardna sredstva.
Koristi se za kožu preosjetljivu na sunce, zrak, toplinu, vjetar, vlagu, deterdžent, ubode kukaca, iritacije kod depilacija te za sprječavanje gljivičnih infekcija i alergija.